# Casterar e Vinhòlas
Casterar e Vinhòlas (francès Castéra-Vignoles) és un municipi occità de Comenge, del departament de l'Alta Garona, a la regió d'Occitània.